# NGC 7158
NGC 7158 is een groep van 3 sterren in het sterrenbeeld Steenbok. Het hemelobject werd in 1886 ontdekt door de Amerikaanse astronoom Frank Muller.